# Parti d'Alsace-Lorraine
La Elsaß-Lothringer Partei  est un parti politique de l'Empire allemand. Fondé avant 1874 et dissous après le retour de l'Alsace-Lorraine à la France lors de la Première Guerre mondiale.

## Résultats électoraux

### Pendant l'Empire allemand
| Année | %   | Sièges   |
| ----- | --- | -------- |
| 1874  | 4,5 | 15 / 397 |
| 1877  | 3,7 | 15 / 397 |
| 1878  | 3,1 | 15 / 397 |
| 1881  | 3,0 | 15 / 397 |
| 1884  | 2,9 | 15 / 397 |
| 1887  | 3,1 | 15 / 397 |
| 1890  | 1,4 | 10 / 397 |
| 1893  | 1,5 | 8 / 397  |
| 1898  | 1,3 | 10 / 397 |
| 1903  | 1,1 | 9 / 397  |
| 1907  | 0,9 | 7 / 397  |
| 1912  | 1,3 | 9 / 397  |

## Détails des circonscriptions
| Circonscription                | 1874 | 1877 | 1878 | 1881 | 1884 | 1887 | 1890 | 1893 | 1898 | 1903 | 1907 | 1912 |
| ------------------------------ | ---- | ---- | ---- | ---- | ---- | ---- | ---- | ---- | ---- | ---- | ---- | ---- |
| 1re (Altkirch, Thann)          |      |      |      |      |      |      |      |      |      |      |      |      |
| 2e (Mülhausen)                 |      |      |      |      |      |      |      |      |      |      |      |      |
| 3e (Kolmar)                    |      |      |      |      |      |      |      |      |      |      |      |      |
| 4e (Gebweiler)                 |      |      |      |      |      |      |      |      |      |      |      |      |
| 5e (Rappoltsweiler)            |      |      |      |      |      |      |      |      |      |      |      |      |
| 6e (Schlettstadt)              |      |      |      |      |      |      |      |      |      |      |      |      |
| 7e (Molsheim, Erstein)         |      |      |      |      |      |      |      |      |      |      |      |      |
| 8e (Straßburg-Stadt)           |      |      |      |      |      |      |      |      |      |      |      |      |
| 9e (Straßburg-Land)            |      |      |      |      |      |      |      |      |      |      |      |      |
| 10e (Hagenau, Weißenburg)      |      |      |      |      |      |      |      |      |      |      |      |      |
| 11e (Zabern)                   |      |      |      |      |      |      |      |      |      |      |      |      |
| 12e (Saargemünd, Forbach)      |      |      |      |      |      |      |      |      |      |      |      |      |
| 13e (Bolchen, Diedenhofen)     |      |      |      |      |      |      |      |      |      |      |      |      |
| 14e (Metz)                     |      |      |      |      |      |      |      |      |      |      |      |      |
| 15e (Saarburg, Chateau-Salins) |      |      |      |      |      |      |      |      |      |      |      |      |

- Parti d'Alsace-Lorraine
- Parti conservateur
- Parti social-démocrate
- Parti populaire radical
- Parti national-libéral
- Parti conservateur libre
- Zentrum
- Non-inscrit